# Звездане стазе: Анимирана серија
Звездане стазе: Анимирана серија (TAS) је америчка анимирана научнофантастична серија из серијала Звезданих стаза. Серија је први пут приказана на телевизијском каналу NBC 8. септембра 1973. Творац серије је Џин Роденбери. Серија је приказивана под називом Звездане стазе, али је постала позната под називом Анимирана серија, како би се разликовала од Оригиналне серије.
Радња Анимиране серије се наставља на радњу Оригиналне серије. Ликовима у серији гласове су позајмили скоро сви глумци који су глумили у Оригиналној серији: Вилијам Шатнер, Ленард Нимој, Дефорест Кели, Џорџ Такеи, Џејмс Дуан, Нишел Николс, Мејџел Барет и други.
Анимирану серију су режирали Џин Роденбери и Дороти Кетрин Фонтана. Анимација је омогућила творцима серије да реализују егзотичнија бића, планете, свемирске бродове, као и разне битке, што у Оригиналној серији није било могуће.
Анимирана серија је први серијал Звезданих стаза који је добио Еми награду.
За разлику од играних серија и филмова, Анимирана серија се не сматра званичним медијем Звезданих стаза.